# چاق و بی‌وفا
چاق و بی‌وفا (انگلیسی: Fat and Fickle) یک فیلم کمدی صامت کوتاه به کارگردانی ویلارد لوئیس است که در سال ۱۹۱۶ منتشر شد. از بازیگران این فیلم می‌توان به کیت پرایس، اولیور هاردی، فلورنس مک‌لاکلین و اتل برتون اشاره کرد.